# 噻虫嗪
噻虫嗪 (賽速安)（英語：Thiamethoxam），是一种新烟碱类杀虫剂，存在E/Z异构体。
它可由3,6-二氢-3-甲基-N-硝基-2H-1,3,5-𫫇二嗪-4-胺和2-氯-5-氯甲基噻唑在碳酸钾、碘化铯存在下反应得到。